# Fabrizio Barca
Fabrizio Barca (Torino, 8 marzo 1954) è un economista e politico italiano.
Presidente del Comitato per le politiche territoriali dell'OCSE dal 1999 al 2006, ha ricoperto la carica di Ministro per la coesione territoriale del governo Monti, dal 16 novembre 2011 al 28 aprile 2013.

## Biografia
Figlio di Luciano Barca, si è diplomato al Liceo ginnasio statale Terenzio Mamiani di Roma e laureato in Scienze statistiche e demografiche alla Sapienza; ha poi proseguito gli studi conseguendo il Master of Philosophy in economia all'Università di Cambridge.

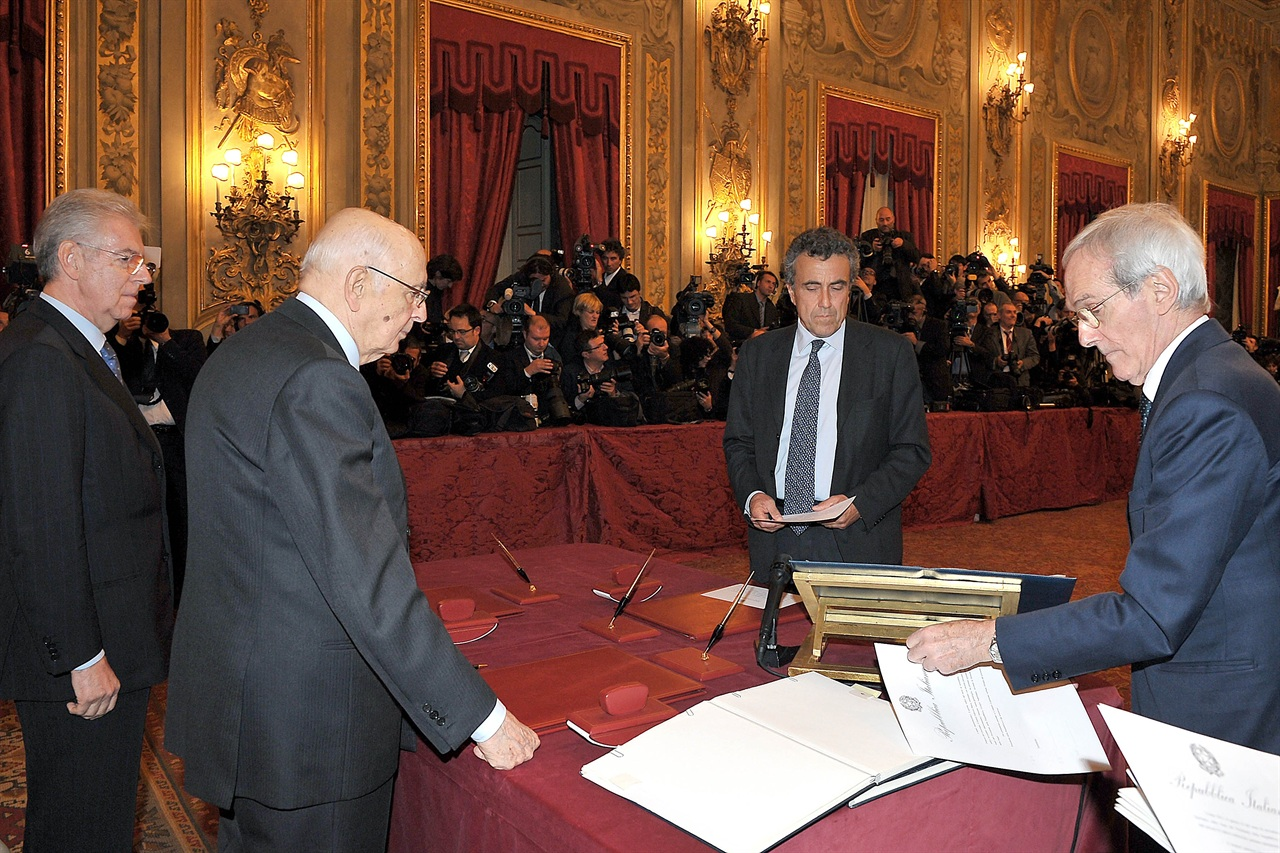
Fabrizio Barca giura come ministro della coesione territoriale del Governo Monti

Esperto di politiche di sviluppo territoriale, ha insegnato Politica economica, Finanza aziendale e Storia dell'economia presso le università di Milano (Università Bocconi), Modena, Parigi (Sciences Po), Siena, Roma, Parma e Urbino. È stato quindi visiting professor con incarichi di ricerca presso il Massachusetts Institute of Technology di Boston e la Stanford University. Ha pubblicato numerosi saggi sulla teoria d'impresa, sulle piccole e medie imprese, sulla corporate governance, sulla storia del capitalismo italiano e sulle politiche regionali.

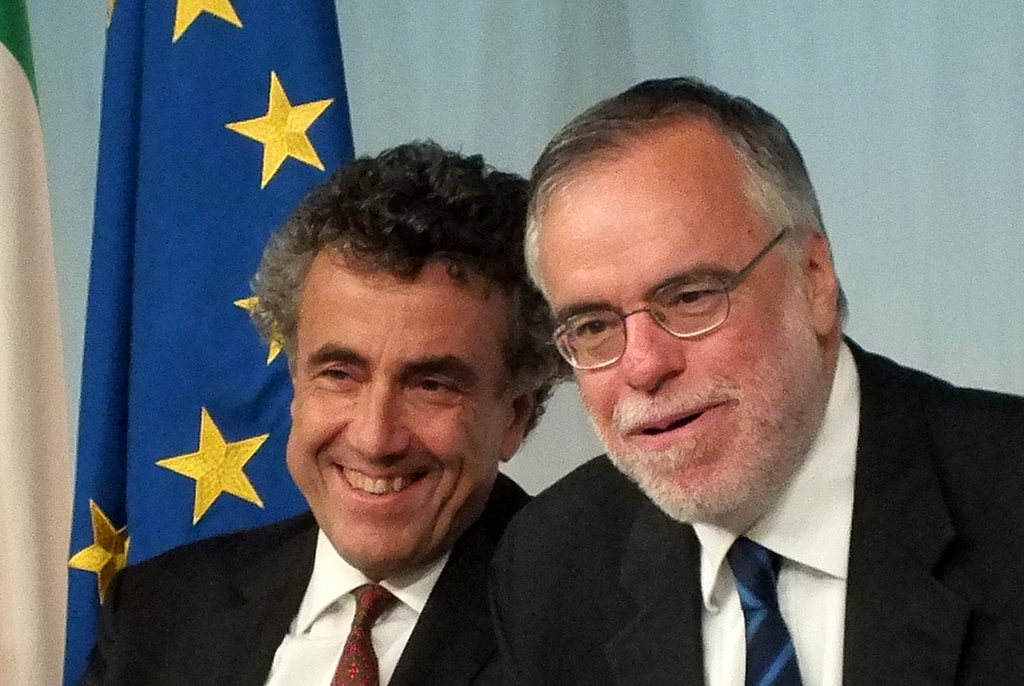
Barca con Andrea Riccardi presenta "Giovani del non profit per lo sviluppo del Mezzogiorno": bandi per il Terzo settore

Nel 2005 l'Università di Parma gli ha conferito la laurea honoris causa in Economia Politica per i suoi meriti nel campo dell'analisi e interpretazione dello sviluppo economico italiano e dell'evoluzione della struttura produttiva, e per avere contribuito a concepire e creare il sistema istituzionale e operativo delle politiche di sviluppo territoriali in Italia.
Ha ricoperto gli incarichi di capo della Divisione ricerca della Banca d'Italia, di capo del Dipartimento per le politiche di sviluppo e di coesione presso il Ministero del tesoro, e direttore generale del Ministero dell'economia e delle finanze. È stato presidente del Comitato per le politiche territoriali dell'OCSE dal 1999 al 2006, e nel 2009 ha realizzato per la Commissione europea il rapporto indipendente sulle politiche di coesione An Agenda for a reformed cohesion policy.
Dal novembre 2011 all'aprile 2013 è stato ministro senza portafoglio con delega per la coesione territoriale nel governo Monti.

### Adesione al Partito Democratico
Nell'aprile 2013 annuncia la sua adesione al Partito Democratico. In seguito rende pubblico un documento nel quale sostiene che senza una nuova forma di partito l'Italia non possa essere ben governata, intendendo così aprire una discussione in seno al partito stesso. Inizia quindi un tour in giro per il paese andando a presentare in diversi circoli il proprio documento. Nell'ottobre 2013 viene eletto nel direttivo del circolo romano del Partito democratico di via dei Giubbonari, sede storica del Partito Comunista Italiano.
A metà del dicembre 2013 ha presentato un documento collegiale, dal titolo Per un partito che sappia governare. Strumenti di lavoro, persone e relazioni, visione e metodo. Nel febbraio 2014 dà vita al progetto Luoghi idea(li), finanziato tramite crowdfunding, col quale si propone di sperimentare il "partito palestra" attraverso alcuni prototipi in cui le strutture locali del PD – i luoghi reali – si impegnino a mettere in atto nuovi metodi di azione, partecipazione, produzione di conoscenza e comunicazione. Concretamente i luoghi ideali sono un sistema di collegamento tra questi progetti, tra i quali spicca il progetto parmigiano Parmap il cui successo ha portato il PD della cittadina emiliana a ospitare il 30 gennaio 2016 il seminario nazionale dei Luoghi idea(li) che Barca ha condotto.
In seguito al commissariamento del PD romano nel dicembre del 2014, il presidente Matteo Orfini ha scelto di affidare al team del progetto Luoghi Idea(li) una ricognizione sul territorio romano, una "mappatura" dei punti di forza e di debolezza dei singoli circoli della città.
Il 13 giugno 2015 ha raccontato presso la sede nazionale del PD gli esiti dei lavori dei Luoghi idea(li) e chiuso la fase sperimentale alla presenza di Matteo Orfini, al quale ha sottoposto la proposta del metodo del "partito palestra" da estendersi a tutti i circoli del PD, pubblicando un rapporto finale. Il 19 giugno all'interno della Festa romana del partito ha reso noti i materiali prodotti dal team di MappailPd al termine del lavoro di mappatura dei circoli del PD di Roma.
Dal 2018, è coordinatore del Forum Disuguaglianze Diversità, che si pone l'obiettivo di stimolare "l'incontro e la collaborazione tra il mondo della ricerca e della cittadinanza attiva" al fine di "disegnare proposte generali per l'azione collettiva e pubblica tesa a ridurre le disuguaglianze".

## Pubblicazioni
- (con Francesco Maria Frasca), Considerazioni sul calcolo del reddito d'impresa in condizioni di incertezza, Roma, Servizio Studi della Banca d'Italia, 1983.
- (con Marco Magnani), Nuove forme dell'accumulazione nell'industria italiana, Roma, Banca d'Italia, 1985.
- Allocazione e riallocazione della proprietà e del controllo delle imprese: ostacoli, intermediari, regole, Roma, Banca d'Italia, 1993.
- (EN) On corporate governance in Italy: issue, facts and agenda, Milano, Fondazione Eni Enrico Mattei, 1996.
- (con Elmar Altvater), Libero mercato e democrazia, Roma, Fondazione internazionale Lelio Basso, 1996.
- Imprese in cerca di padrone: proprietà e controllo nel capitalismo italiano, Roma, Laterza, 1996, ISBN 88-420-4383-4.
- Franco Amatori et al., Storia del capitalismo italiano: dal dopoguerra a oggi, a cura di Fabrizio Barca, Milano, CDE, 1998.
- (EN) Fabrizio Barca et al., Post-War istitutional shocks: the divergence of italian and japanese corporate governance models, Siena, Università degli Studi di Siena, 1998.
- Il capitalismo italiano: storia di un compromesso senza riforme, Roma, Donzelli, 1999, ISBN 88-7989-481-1.
- (con Marco Becht), The Control of Corporate Europe, Oxford, Oxford University Press, 2001, ISBN 0-19-924742-0.
- Misurare per decidere: utilizzo soft e hard di indicatori nelle politiche di sviluppo regionale, Roma, Ministero dell'economia e delle finanze, Dipartimento per le politiche di sviluppo, Unità di valutazione degli investimenti pubblici, 2004.
- Federalismo, equità, sviluppo: i risultati delle politiche pubbliche analizzati e misurati dai conti pubblici territoriali, Bologna, Il Mulino, 2006, ISBN 88-15-11485-8.
- Italia frenata: paradossi e lezioni della politica per lo sviluppo, Roma, Donzelli, 2006, ISBN 88-6036-001-3.
- (con Maurice Aymard), Conflitti, migrazioni e diritti dell'uomo: il Mezzogiorno laboratorio di un'identità mediterranea, Soveria Mannelli, Rubbettino Editore, 2002, ISBN 88-498-0361-3.
- La traversata. Una nuova idea di partito e di governo, Roma, Feltrinelli, 2013
- (con Patrizia Luongo) , Un futuro più giusto. Rabbia, conflitto e giustizia sociale, 2020, il Mulino, Bologna, ISBN 978-88-152-8728-1

## Onorificenze e riconoscimenti
- Laurea honoris causa in Economia, 2005 - Università degli Studi di Parma[15]